# Lúcio Cardoso
Joaquim Lúcio Cardoso Filho (Curvelo, Minas Gerais, 14 de agosto de 1912  - Río de Janeiro, 28 de septiembre de 1968) fue un escritor, dramaturgo, periodista y poeta brasileño.

## Biografía
Pertenecía a una familia tradicional de Minas Gerais, en la cual nacerían varios políticos, entre los que destacan su hermano Adauto Lúcio Cardoso, quien fuera senador de la República por la União Democrática Nacional, partido conservador de centro-derecha, y más tarde ministro del Supremo Tribunal Federal. Su hermana, Maria Helena Cardoso, se lanzó como escritora al publicar dos libros de memorias, Por onde andou meu coração y Vida Vida.
Junto con Otávio de Faria,  Cornélio Pena y el poeta Vinicius de Moraes, Lúcio Cardoso fue uno de los exponentes de la literatura brasileña de la década de 1930. Fue parte de la literatura sicológica, aunque comenzó su carrera con dos novelas de corte sociológico y realista: Maleita (1934) y Salgueiro (1935). Su literatura, a partir de la década de los 40, cuestiona los valores fundamentales como el bien, el mal, Dios y el diablo, como se puede ver en las novelas Mãos Vazias, Inácio y en las novelas cortas O Enfeitiçado e Baltazar. Su obra inaugura en la literatura brasileña una inmersión en el individuo, que a veces se vuelve sicológica y subjetiva, donde los dramas, las dudas y los cuestionamientos personales se imponen por sobre la realidad. 
Católico confeso, dejó en su Diario (1961), escrito entre 1949 y 1962, un relato bastante contundente sobre su homosexualidad, y las dudas causadas por su orientación sexual. Lúcio Cardoso hace parte de una vertiente más general de la literatura brasileña, caracterizada por el subjetivismo, que está en la línea de la literatura de, entre otros, Clarice Lispector – la cual mantenía una relación platónica con el autor en los años 60.
Su obra principal, Crónica de la casa asasinada (1958) es uno de los libros más importantes de la literatura brasileña.
Con Paulo César Saraceni hizo el primer largometraje del cinema novo, Porto das Caixas, del cual fue libretista.
En 1962 tuvo un derrame cerebral y dejó de escribir, pasándose a la pintura. Hizo dos exposiciones de sus obras.
Murió a los 56 años. Su talento fue reconocido póstumamente por la Academia Minera de Letras, que le otorgó, en 1966, el Premio Machado de Assis por el conjunto de su obra.